# George Ford
George Thomas Ford (Oldham, 16 de marzo de 1993) es un jugador británico de rugby que se desempeña como apertura.

## Biografía
Su padre Mike Ford, fue entrenador del Bath Rugby y su hermano Joe Ford juega en Sale Sharks. Empezó a jugar al rugby a los 11 años de edad y representó al seleccionado inglés U-18 con quince años. A los 16 años firmó contrato con su club formativo; Leicester Tigers.

## Trayectoria deportiva
Debutó en Leicester en 2011 con 18 años de edad. El equipo consiguió la Anglo-Welsh Cup y Ford fue cedido a Leeds por seis meses. Al regresar de Saracens participó en la obtención del campeonato inglés, todavía sin afianzarse como titular, pero acabado el contrato con Leicester fue contratado por el histórico Bath Rugby. Con Bath, Ford se acomodó como una promesa del rugby inglés y llevó al equipo a la final de la liga 2014/15, sin embargo se quedaron con el subcampeonato.

### Internacional
Seleccionado para jugar con Inglaterra la Copa Mundial de Rugby de 2015, en el partido inaugural contra Fiyi salió de titular y abrió el marcador con un golpe de castigo. Acertó en tres tiros a palos (dos golpes de castigo y una transformación) y falló otro, siendo sustituido a principios de la segunda parte por Owen Farrell. Ford logró puntos gracias a una conversión en la victoria 60-3 sobre Uruguay, que cerraba la participación de Inglaterra en la Copa del Mundo.En 2016 tras la llegada del seleccionador Eddy Jones se proclamaron campeones del seis naciones incluyendo el Gran Slam. En 2017 mantuvieron la racha de victorias que les hizo llevar hasta el récord de los All Black con 18 consecutivas, dando lugar a la consecución del 6 naciones, pero en la última jornada perdieron ante Irlanda perdiendo la posibilidad de alzarse con el Gran Slam
Fue seleccionado por Eddie Jones para formar parte del XV de la rosa en la Copa Mundial de Rugby de 2019 en Japón donde lograron vencer en semifinales, en el que fue el mejor partido del torneo, a los All Blacks que defendían el título de campeón, por el marcador de 19-7. Sin embargo, no pudieron vencer en la final a Sudáfrica perdiendo por el marcador de 32-12.

#### Participaciones en Copas del Mundo
| Mundial                       | Sede       | Resultado    | PJ | Tries |
| ----------------------------- | ---------- | ------------ | -- | ----- |
| Copa Mundial de Rugby de 2015 | Inglaterra | Primera fase | 4  | 0     |
| Copa Mundial de Rugby de 2019 | Japón      | Subcampeón   | 6  | 2     |
| Copa Mundial de Rugby de 2023 | Francia    | 3er Puesto   | 6  | 0     |

## Palmarés
- Campeón de la Aviva Premiership de 2012/13.
- Campeón de la Anglo-Welsh Cup de 2012
- Campeón del Torneo de las Seis Naciones de 2016
- Campeón del Torneo de las Seis Naciones de 2017